# ВЧК-ОГПУ
«ВЧК-ОГПУ» — российский анонимный телеграм канал с публикациями компрометирующей информации и инсайдерских данных о российских чиновниках, олигархах, бизнесменах и сотрудниках силовых ведомств.

## История
Канал был создан в 2018 году. Первый пост в нём датируется февралем 2019 года. Создателями канала считаются бывший журналист издания «Росбалт» Александр Шварев и Алишер Абдуллаев. В конце 2019 года Шварева объявили в международный розыск по делу о вымогательстве. По версии следствия Шварев размещал в сети «заведомо ложные сведения» о причастности Алишера Усманова к тяжким преступлениям, включая коррупцию и связи с организованными преступными группировками. Кроме того, журналиста обвиняют в требовании 3,3 млн рублей от Кенеса Ракишева за удаление компрометирующей информации. В 2019 году Шварев после прошедшего в его квартире обыска выехал из России, и позже получил политическое убежище в Латвии. В интервью русской службе BBC Шварев рассказал, что на него готовилось покушение.
С 2022 по 2023 год все администраторы канала, которые физически находились в России, отказались от прав администрирования.
В июле 2024 года Минюст России внёс канал в список «иностранных агентов».
Администрация канала принимает сообщения через анонимную электронную почту в сервисе Proton Mail. Сайт «Русский криминал» считается одним из совместных проектов администраторов канала, сюжеты в нём дублируются и дополняют материалы.

### Блокировка
В декабре 2024 года Таганский суд Москвы обязал Telegram удалить канал за публикации, которые по утверждению суда «дестабилизируют ситуацию в стране».
В ночь на 7 апреля 2025 года канал «ВЧК-ОГПУ» был удалён. На момент исчезновения у канала было больше миллиона подписчиков. Руководство в своём резервном канале сообщило, что канал без каких-либо предупреждений удалили сотрудники мессенджера Telegram и заблокировали администрирующий его аккаунт по требованию российских властей. Пресс-служба мессенджера сообщила «Медиазоне», что канал «ВЧК-ОГПУ» мог удалить его владелец в результате якобы неавторизованного доступа. Администрация канала отвергла заявления о несанкционированном доступе, отметив, что послали десятки писем и сообщений в мессенджер, в том числе в пресс-службу, но ответа не получили.
Роскомнадзор заявил, что неоднократно направлял в адрес администрации Telegram требования удалить конкретные материалы канала «ВЧК-ОГПУ» и сам канал. По заявлению ведомства, в общей сложности по требованию Роскомнадзора было удалено свыше 373 тысяч публикаций или каналов. При этом вопрос о причинах блокировки в ведомстве посоветовали перенаправить к администрации Telegram. Александр Дугин подтвердил, что инициатива по удалению канала исходила от официальных структур России.
Журналисты «Медиазоны» указали внимание на соответствующий код ошибки в API мессенджера в котором при попытке удалить каналы с более чем 1000 участников возникает ошибка, что может говорить о том, что владельцы не могли самостоятельно удалить канал.
После блокировки основного канала, администраторы создали резервный канал где продолжили публиковать материалы и расследования.

## Расследования
Проект позиционируется как раследовательский и инсайдерский, основные темы — коррупция, материалы уголовных дел, злоупотребления, личные связи влиятельных людей во власти и в спецслужбах, чрезвычайные происшествия. Известен публикацией документов, которые, по утверждению авторов, являются полной версией проекта постановления следователя об отказе в возбуждении уголовного дела по факту смерти оппозиционера Алексея Навального в российской колонии. Перед выдачей документа родственникам и вдове политика Юлии Навальной, из постановления его смерти были убраны симптомы. Также известен разбором деятельности Евгения Пригожина и его окружения. В частности публикацией видео, на котором Пригожин вербует заключённых в «ЧВК Вагнер» для участия в войне на Украине.

## Оценки
В различных СМИ канал систематически подвергался критическим оценкам, информационных манипуляций, тиражирование непроверенных инсайдерских сведений, использование поддельных документальных материалов и тенденциозность в освещении событий.